# Standardni odklon
Stándardni odklòn (tudi stándardna deviácija) (σ, sigma) je statistični kazalec, največkrat uporabljen za merjenje statistične razpršenosti enot. Z njim je moč izmeriti, kako razpršene so vrednosti, vsebovane v populaciji. Standardni odklon je definiran kot kvadratni koren variance, s čimer je v vsakem primeru dosežena pozitivna vrednost kazalca.
Standardni odklon je lahko računan kot σ (sigma) in sicer kot odklon celotne populacije ali njene naključne spremenljivke, ali pa kot s in sicer kot odklon posameznega vzorca statistične populacije. Za ta različna odklona se formuli razlikujeta.
Merjenje standardnega odklona je v statistiko vpeljal angleški statistik Karl Pearson.

## Matematična definicija
Standardni odklon vseh enot statistične populacije je definiran s formulo:
{\displaystyle \sigma ={\sqrt {\frac {\sum _{i=1}^{N}(x_{i}-{\overline {x}})^{2}}{N}}}}
kjer je xi i-ta enota v statistični populaciji, {\displaystyle {\overline {x}}} aritmetična sredine populacije, N pa število vseh enot.
Standardni odklon vzorca statistične populacije je definiran s formulo:
{\displaystyle s={\sqrt {\frac {\sum _{i=1}^{N}(x_{i}-{\overline {x}})^{2}}{N-1}}}}
Velik standardni odklon σ kaže na veliko razpršenost enot v populaciji, tj. enote so razporejene v velikem obsegu okoli aritmetične sredine. Majhen standardni odklon σ pa nasprotno predstavlja veliko koncentracijo statističnih enot okoli aritmetične sredine.